# Игра Блиндера

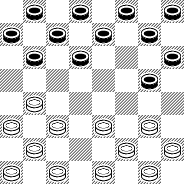
Табия дебюта

Игра Блиндера — дебют в русских шашках. Табия дебюта возникает после ходов 1.cb4 fg5 2. dc3. Белые предлагают связать свой левый фланг. 2... ba5. При других ответах возможен переход на рельсы других дебютов. Блиндеровский ход — 3.cd2, возможен и 3.gh4, как в партии Юрия Аникеева, применивший теоретическую разработку своего тренера Сергея Бойко
2.dc3. "Ход загромождает правый фланг белых, но препятствует постановке "Обратного тычка". 2... ba5 Связка правого фланга белых с целью получения сложной позиции. После иных ответов игра переходит в русло других начал. 3. cd2 Ход Блиндера Б. М., который сделал анализ и применил его на практике. Построение ударной колонки рассчитано на захват поле с5. Возможен 3.сd4 или 3.gh4. 3... de5 Уход от постановки кола. 4.gf4 Проигрывает 4.bc5? Плохо 4.ed4?, 4.gh4. 5... e:g3 6.f:f6 g:e5.
Ход 2. dc3?! предложил выдающийся шашист Борис Маркович Блиндер. Борис Моисеевич Фельдман писал: 

Б.Блиндер — один из пионеров создания основ современной стратегии и тактики русских шашек. Он выступил против устаревших взглядов о незыблемой силе центра. …Много внёс он идей по разработке теории дебюта. Одно из важнейших достижений — введение в практику «Киевской защиты», многочисленных оригинальных систем развития в дебютах «Отыгрыш», «Игра Филиппова», «Вилочка» … после применения которых, в корне менялась оценка дебюта. Острое начало 1.cb4 fg5 dc3?! названо — «Игра Блиндера».— http://bf2001.narod.ru/chetverg/chetv038.htm